# Lex (URN)
Lex é um tipo de URN fixado pela iniciativa LexML, que permite a identificação precisa de normas jurídicas. Definido atualmente pelo Internet Draft A Uniform Resource Name (URN) Namespace for Sources of Law (LEX).
Brasil e Itália já fazem uso oficial do padrão.

## Principios básicos
A URN lex determina um espaço de identificação de nomes (do inglês Namespace Identification, NID), prescrevendo convenções em conformidade com o W3C para identificar, nomear, assinalar, referenciar e gerenciar  recursos persistentes de domínio legislativo.
O nome uniforme deve identificar um e somente um documento (Acórdão, Lei, Decreto, Portaria, etc.), e cada nome é criado de forma a ser:
- auto-explicativo;
- identificável através de regras simples e claras;
- compatível com as praticas comumente utilizadas para a referência (citação ou remissão) de documentos jurídicos;
- capaz de ser criado a partir do texto de remissão, automaticamente (por parser) ou manualmente;
- ser representativo de ambos, aspectos formais e substantivos do documento.

### Traduzindo nomes oficiais
O nome oficial, grafado logo no início do texto de uma norma juridica (epígrafe), pode ser colocado sob um formato simplificado, que é justamente o formato adotado para a grafia formal das URNs tipo LEX.
Exemplo: a "Lei Seca" do Brasil tem como epígrafe "LEI Nº 11.705, DE 19 DE JUNHO DE 2008", podendo então ser traduzido em URN LEX seguindo um procedimento simples e consiste:
1. Reformatar letras (minúsculas) e remover pontuação: "lei 11705 de 19 de junho de 2008"
2. Transcrever data (formato numérico ISO, ano-mes-dia): "lei 11705 de 2008-06-19"
3. Colocação dos elementos na ordem padrão LexML, removendo preposições: "lei;2008-06-19;11705"
4. Inclusão do contexto (norma da esfera Federal): "br:federal:lei;2008-06-19;11705".

Chegamos à URN, "urn:lex:br:federal:lei:2008-06-19;11705", que identifica de forma única e internacionalmente a "Lei Seca" do Brasil. 
Sistemas de "resolução de URNs" com algum poder adicional de busca, podem aceitar URNs ainda mais simples, ditas não-canônicas, mas que, pelo contexto ou pelas restrições impostas à numeração das normas, são ainda URNs únicas. Exemplos:
- urn:lex:br:federal:lei:*;11705 é única pois as leis federais são contadas continuamente, não zeram ano a ano como os decretos.
- urn:lex:*:lei:*;11705 pode ainda ser resolvida se o contexto for o Brasil.
- urn:lex:br:federal:lei:2008;11705 é ainda válida pois, na maioria das normas, basta o ano para se caracterizar a data.

### Identificadores transparentes
URNs são utilizados como identificadores únicos (UIDs), como, por exemplo, para identificar um livro pelo ISBN – assim, o URN também é indicado como "ID público (único)". 
Neste tipo de utilização pública, a necessidade de uma autoridade central (na Agência Internacional do ISBN no exemplo) como URN-resolver único e necessário, é um problema. 
Nesse contexto, o usuário do identificador deve consultar a autoridade sobre a identificação correta, a partir de metadados de algum objeto, como no ano ou o título. 
IDs como ISBN, que precisam de uma autoridade central são também denominados "IDs opacos".
Um uso comum do URN Lex, por outro lado, é a de expressar identificadores transparentes, que podem ser construídos por regras simples ou inferências a partir de metadados básicos. 
Exemplo: o URN Lex brasileiro é usado para ambos, lei legislativo e caso identificador único e universal, usando regras de formatação e abreviatura nome da autoridade, a data de publicação e o identificador local (presente no título do documento).
URN schemas em que cada URN é também um identificador transparente, pode ser utilizado em sistemas de resolução de URN distribuídos (não centrais); e as urnas pode ser criado na ausência destes sistemas, mesmo antes da gravação nestes sistemas

## Sintaxe formal
O identificador tem a estrutura hierárquica tal como se segue:
```
 "
urn:lex
:"<NSS>
```

onde NSS é a string do espaço de nomes específico (do inglês Namespace Specific String) composta como se segue:
```
<NSS>::=<jurisdicao>":"<nome-local>
```

onde:
<jurisdicao> é a parte que prove a identificação da jurisdição, geralmente um código de pais, onde a norma foi fixada.
<nome-local> é o nome uniforme estabelecido pela autoridade local da norma.
O elemento <jurisdicao> é composto de dois campos espec'ificos:
```
<jurisdicao>::=<jurisdicao-codigo>[";"<jurisdicao-unidade>]*
```

onde:
<jurisdicao-codigo> é usualmente o código de identificação do país onde a lei foi formulada, sendo expresso por um código do padrão ISO 3166 Alpha-2 (br=Brasil, it=Italia, fr=França, etc.).
<jurisdicao-unidade> são as possíveis subdivisões hierarquicas do país, tipocamente estado e cidade. Por exemplo: br refere-se ao país inteiro, br;sao.paulo refere-se ao governo de São Paulo, e br;sao.paulo;campinas ao município de Campinas.
Exemplos de fontes de lei identificadas são:
```
urn:lex:it:stato:legge:2003-09-21;456
 (Italian act) 

urn:lex:fr:etat:lois:2004-12-06;321
 (French act)

urn:lex:es:estado:ley:2002-07-12;123
 (Spanish act)

urn:lex:ch;glarus:regiere:erlass:2007-10-15;963
 (Glarus Swiss Canton decree)

urn:lex:eu:council:directive:2010-03-09;2010-19-UE
 (EU Council Directive)

urn:lex:us:federal.supreme.court:decision:1963-03-18;372.us.335
 (US FSC decision)
```

## Exemplos concretos
- urn:lex:br:federal:constituicao:1988-10-05;1988: Constituição da República Federativa do Brasil de 1988.
- urn:lex:br:federal:lei:2008-06-19;11705: 	Lei nº 11.705, de 19 de Junho de 2008, conhecida também como "Lei Seca" do Brasil.
- urn:lex:it:stato:legge:2003-09-21;456 Lei italiana.

### Uso no Brasil
Conforme norma LexML Parte 2,
A atribuição de um nome uniforme tem como objetivo associar a cada documento jurídico, legislativo ou parte dele um identificador unívoco, em um formato padronizado que dependa apenas das características do próprio documento (metadados) e que, por isso, seja independente da disponibilidade em rede, da sua localização física e das modalidades de acesso.
Tal identificador é utilizado como instrumento para representar as referências — e mais genericamente qualquer tipo de relação — entre os documentos. O seu emprego facilita, em um ambiente de rede com recursos (documentos) distribuídos entre diversas fontes eletrônicas de informação, a construção de um hipertexto global entre os documentos jurídicos, legislativos e de bases de conhecimento contendo as relações entre os mesmos.
Há um vocabulário controlado, fixado pela norma LexML Parte 6. que estabelece os termos que podem ser empregados como nome de jurisdição, nome de autoridade e nome de tipo de documento.

## Relação com o modelo FRBR

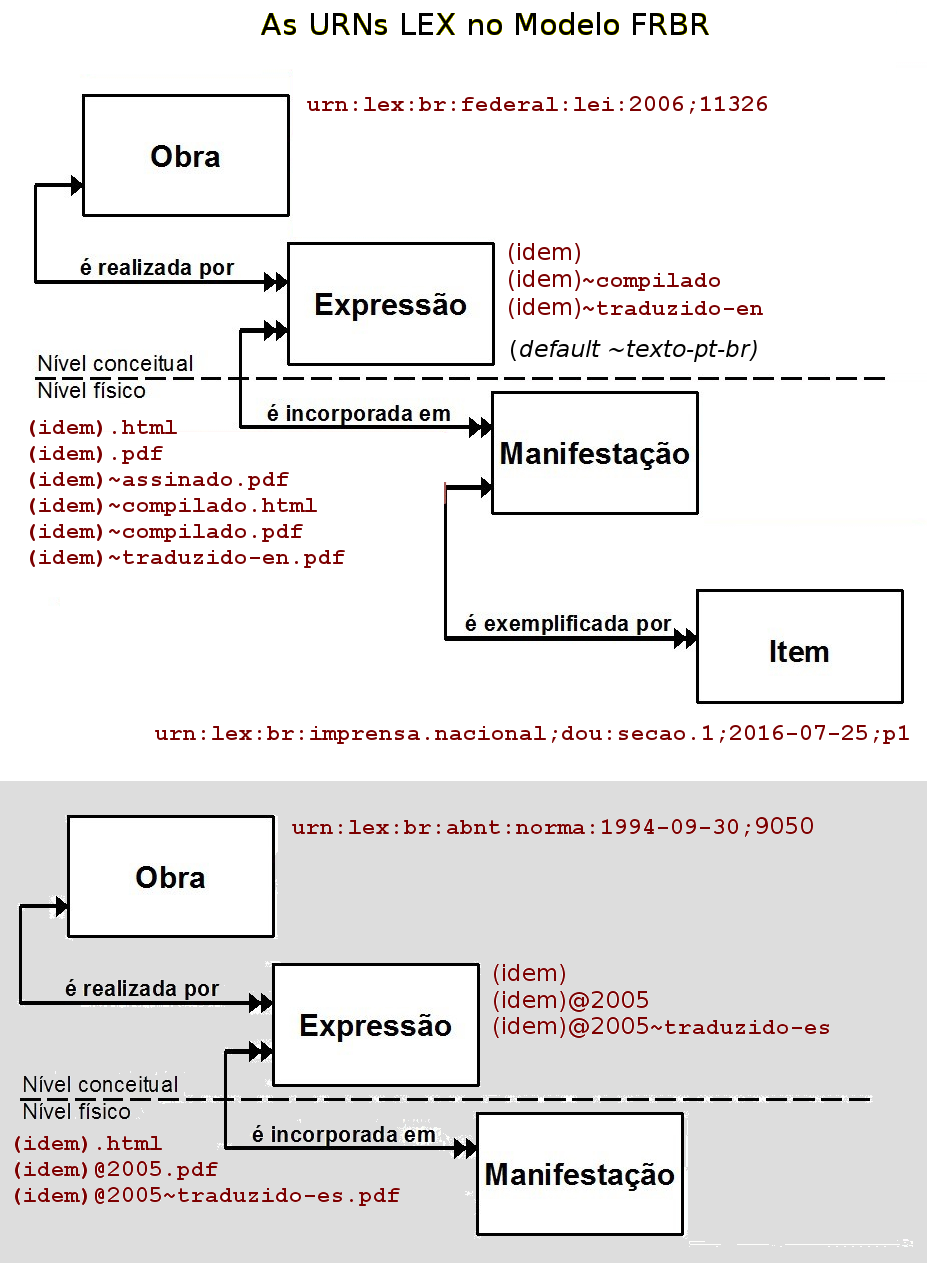
Relação entre o Modelo BRBR e as URNs LEX.

A ilustração ao lado mostra o caso mais geral, onde não apenas a "obra conceitual" é identificada, mas também outras obras derivadas e ainda consistentes com a obra original.  Exemplos:
- urn:lex:br:federal:lei:2006-07-24;11326 é a ficha catalográfica da obra conhecida como "Lei nº 11.326, de 24 de Julho de 2006". O objeto descrito é uma  abstração intelectual do tipo CreativeWork especialidada como Legislation. 
No modelo FRBR a URN LEX está identificando uma obra de forma abrangente, sem restringir formato, língua, ou outro variação de *expressão* ou *manifestação*.

- urn:lex:abnt:norma:1994-09-30;9050@2015.pdf  é uma URN LEX referenciando um arquivo formato PDF, portanto uma manifestação específica, e além disso a URN LEX está designando também uma versão específica da obra.

A sintaxe geral das URNs LEX pode ser assim resumida:
- urn:lex:ETC designa uma obra FRBR (ou seja um CreativeWork no jargão SchemaOrg). 
Exemplos:  urn:lex:br:federal:lei:2006-07-24;11326 e urn:lex:abnt:norma:1994-09-30;9050.

- urn:lex:ETC~forma, urn:lex:ETC@versao ou urn:lex:ETC~forma@versao designam expressões da obra FRBR. 
Exemplos:

- urn:lex:ETC$EXT, urn:lex:ETC@versao$EXT, urn:lex:ETC~forma$EXT ou urn:lex:ETC~forma@versao$EXT designam extensões de arquivo (identificam arquivos concretos com formatos específicos), portanto manifestações da obra FRBR. 
Exemplos:  urn:lex:br:federal:lei:2006-07-24;11326$html, urn:lex:abnt:norma:1994-09-30;9050@2015$pdf.

A partir destes dois exemplos de alvo da identificação URN LEX, podemos listar várias outras possibilidades com suas respectivas URNs LEX:
| URN LEX                                     | Descrição FRBR |
| ------------------------------------------- | --- |
| br:federal:lei:2006-07-24;11326~texto-pt-br | Texto original (em português), ~texto-pt-br é default, ou seja, pode ser omitido da URN LEX. Com e sem indicador de expressão serão sinônimos.                    |
| br:federal:lei:2006-07-24;11326~compilado   | Texto compilado (atualizado por outras leis). |
| br:federal:lei:2006-07-24;11326~texto-en    | Texto traduzido para o inglês |
| ...                                         | Arquivo HTML do texto original |
| ...                                         | Arquivo PDF do texto original |
| ...                                         | Arquivo PDF do texto original e assinado digitalmente pela autoridade emitente.                                                                                   |
| ...                                         | Fragmento da obra "Diário Oficial da União de 25/7/2016", presente na Seção-1, página-1, e que apresenta relação de equivalência com a obra "Lei 11.326 de 2006". |